# Barkowice
Barkowice is een plaats in het Poolse district  Piotrkowski, woiwodschap Łódź. De plaats maakt deel uit van de gemeente Sulejów en telt 395 inwoners.